# Mirošov u Bobrové
Mirošov (deutsch Miroschau) ist eine Gemeinde in Tschechien. Sie liegt zehn Kilometer südwestlich von Bystřice nad Pernštejnem und gehört zum Okres Žďár nad Sázavou.

## Geographie
Mirošov befindet sich in der Böhmisch-Mährischen Höhe im Tal des Baches Mirošovský potok. Nördlich erhebt sich der Hügel Kříb (529 m), im Süden der Mirošovský vrch (525 m) und westlich der Valy (565 m). Gegen Osten liegt das Tal der Bobrůvka. Im Westen und Süden befinden sich mehrere Teiche.
Nachbarorte sind Račice, Olešínky und Šiklův Mlýn im Norden, Belatkův Mlýn und Blažkov im Nordosten, Nový Mlýn und Milasín im Osten, Dolní Rozsíčka, Zábršův Mlýn und Strážek im Südosten, Jemnice, Babka, Bažantnice und Moravec im Süden, Bobrůvka im Südwesten, Radešín im Westen sowie Bobrová im Nordwesten.

## Geschichte
Die erste urkundliche Erwähnung des Dorfes Mirzichav erfolgte 1338 im Zuge der Schlichtung eines Streites um den vom Unter Bobrauer Pfarrer Bušek eingeforderten Zehnt, der dem Heiliggeist-Spital in Alt Brünn zustand. Mirzichav war von den Nachfahren des Přibyslav von Křižanov gegründet worden und gelangte später zu den Gütern des Zisterzienserklosters Saar.
Etwa zwei Kilometer südöstlich befand sich im 14. Jahrhundert an der Bobrůvka die Wasserfeste Lhotka, die mit dem gleichnamigen Dorfe 1373 den Vladiken von Lhotka gehörte. Die Feste fiel im 15. Jahrhundert wüst und das Dorf erlosch. Seine Fluren, die bei der Zábršův Mlýn lagen, kam zu Mirošov hinzu.
Der erste Nachweis über einen Richter findet sich im Klosterurbar von 1407, dieses Amt hatte der Besitzer des Mirošover Hofes inne. Mirošov gehörte bis zur Aufhebung des Klosters im Jahre 1784 zu den Saarer Klostergütern. Danach wurden die Zvoler Güter vom Religionsfonds verwaltet und später an die Herrschaft Radešín angeschlossen. 1782 brach in der Gegend ein Bauernaufstand aus, der sich gegen die unerträglichen Lasten und den Pfarrzehnt richtete.
Nach der Aufhebung der Patrimonialherrschaften bildete Mirošov ab 1850 eine Gemeinde im Bezirk Neustadtl. 1884 wurde der Schulunterricht in Mirošov aufgenommen. Die beiden Freihöfe wurden 1886 vereinigt. Seit 1891 besteht die Straßenverbindung nach Bobrová. Die Mirošover Mühle wurde 1893 zu einer Dampfstärkefabrik mit Darre  umgebaut. Im Jahre 1902 wurde der Bau einer Straße nach Moravec begonnen, die heute als Fahrweg genutzt wird. 1922 wurde die Bezirksstraße nach Blažkov und Dolní Rožínka gebaut. Seit den 1930er Jahren  wurde in einem Steinbruch am Mirošovský vrch Sand und Schotter gewonnen. 1949 wurde die Gemeinde im Zuge der Auflösung des Okres Nové Město na Moravě dem Okres Žďár nad Sázavou zugeordnet.

## Ortsgliederung
Für die Gemeinde Mirošov sind keine Ortsteile ausgewiesen.

## Sehenswürdigkeiten
- Kapelle St. Peter und Paul, erbaut 1901
- Betsäule am Weg nach Moravec
- Westernstädtchen Šikland in Šiklův Mlýn, das Erholungs- und Abenteuerareal wird gemeinsam mit dem Spukschloss DraXmoor in Dolní Rožínka vermarktet
- Reste einer gotischen Burg aus dem 13. Jahrhundert auf dem Valy
- Aussichtspunkt auf dem Mirošovský vrch